# TEEPR 叭啦叭啦研究室
TEEPR 叭啦叭啦研究室是一個在2014年12月26日成立於臺灣的YouTube頻道，所屬公司為英屬維京群島商浩美數位有限公司。頻道主要分析電影彩蛋跟背後的重點與小知識，頻道名稱是因為團隊成員喜歡研究有趣事物，又喜歡講話嘮叨的感覺，因故取名為TEEPR 叭啦叭啦研究室。主要節目為Sherry雪莉主持的「Holy Sherry」 以及Jon主持的「就Jon看電影」。

## 歷史
TEEPR 叭啦叭啦研究室，前身為「TEEPR 趣味影片」，專門製作幽默短影音。2015年5月8日，上傳「12星座的人愛愛之後的反應」獲得274萬觀看。2018年12月11日轉型成為電影彩蛋分析頻道，上傳復仇者聯盟：終局之戰預告分析，獲得84.2萬觀看，之後陸續發布各個漫威、DC、迪士尼相關影視作品分析影片，發佈的影片系列有電影彩蛋分析、動畫回憶殺、超不重要細節研究室等等。2023年6月與Honda汽車合作，揭示宣傳影片中的隐藏信息。2023年5月29日，他们受邀至康橋雙語學校秀岡校區擔任職涯日講師，分享經營YouTuber頻道的經驗和心得。

## 外部連結
- YouTube上的TEEPR 叭啦叭啦研究室頻道
- TEEPR 叭啦叭啦研究室的Facebook專頁
- TEEPR 叭啦叭啦研究室的Instagram帳戶